# Lucas Persson
Lucas Persson (16 de març de 1984) és un ciclista suec, que fou professional del 2003 al 2013.

## Palmarès
- 2004
  -  Campió de Suècia en contrarellotge per equips
  - 1r a la Scandinavian Race Uppsala
- 2005
  - 1r a la Scandinavian Race Uppsala
- 2006
  - 1r a la Scandinavian Race Uppsala
- 2007
  - 1r a la Scandinavian Open Road Race
  - Vencedor d'una etapa al Tríptic de les Ardenes